# Kelly Township (comté de Carter, Missouri)
Pour les articles homonymes, voir Kelly Township.
Kelly Township est un township du comté de Carter dans le Missouri, aux États-Unis,.

## Source de la traduction
- (en) Cet article est partiellement ou en totalité issu de l’article de Wikipédia en anglais intitulé « Kelly Township, Carter County, Missouri » (voir la liste des auteurs).